# Toulminmodellen
Toulminmodellen är en modell som utvecklades av Stephen Toulmin i hans bok The Uses of Argument 1958. Modellen försöker visa hur en argumentation hålls samman med hjälp av de tre faktorerna Påstående (P), Grund (G) och Garant (Ga). Toulminmodellen används ofta inom retoriken och den informella logiken i syfte att upptäcka styrkor och svagheter i en argumentation. Det finns olika typer av argumenttyper, totalt sju stycken. Dessa argumenttyper är, enligt Jörgensen och Onsberg: teckenargument, orsaksargument, klassifikationsargument, motivationsargument, generalisering, jämförelse och auktoritetsargument.

## Struktur

### Påstående (P)
Påståendet utgör den ståndpunkt som sändaren försöker få mottagarens anslutning till. Det är en synpunkt som kommer från sändaren. Påståendet är därmed argumentationens tes. Det kan liknas med ett yrkande.

### Grund (G)
Grunden är sändarens stöd för påståendet. Det ger skäl för tesen. Påståendet är därmed beroende av grunden. Skälet måste även accepteras av mottagaren. Grunden är ofta ett faktatillstånd och kan jämföras med argumentets underpremiss.

### Garant (Ga)
Garanten fungerar som en slags förbindelselänk mellan påståendet och grunden. Det gör att mottagaren kan acceptera påståendet med grunden som skäl. Garanten är en generell ståndpunkt som ofta är implicit. Detta kan jämföras med argumentets huvudpremiss.

## Exempel
Detta är ett exempel på argumenttypen orsak.
(G)     _________________________________________________→  (P)
                                                        ⏐
                                                        ⏐
                                                        ⏐
                                                      (Ga)

Grund: Det blev minusgrader tidigt detta år.
Garant: När det blir minusgrader kommer snön. 
Påstående: Snön kom tidigt i år.
I ett orsaksargument innehåller garanten en regel om att en sak resulterar eller medför en annan. I detta fall har garanten regeln att snön kommer som ett resultat av att det är minusgrader. Grunden säger att det blev minusgrader tidigt i år, och påståendet bekräftar således att snön kom tidigt. Detta blir ett klart orsakssamband som visar: Vid minusgrader kan det snöa, minusgrader tidigt i år → snön kommer tidigt.